# Wilhelmina von Bremen
Wilhelmina Catherine von Bremen-Asch, detta Billie (San Francisco, 13 agosto 1909 – Alameda, 23 luglio 1976), è stata una velocista statunitense, campionessa olimpica della staffetta 4×100 metri e medaglia di bronzo nei 100 metri piani ai Giochi di Los Angeles 1932.

## Biografia
Studiò al Western Women's College. Ai Giochi olimpici di Los Angeles 1932 vinse la medaglia di bronzo nella gara dei 100 m piani, preceduta dalla polacca Stanisława Walasiewicz (medaglia d'oro) e dalla canadese Hilda Strike (medaglia d'argento), nonché l'oro nella staffetta 4×100 metri con le connazionali Mary Carew, Evelyn Furtsch e Annette Rogers.

## Palmarès
| Anno | Manifestazione  | Sede        | Evento      | Risultato | Prestazione | Note            |
| ---- | --------------- | ----------- | ----------- | --------- | ----------- | --------------- |
| 1932 | Giochi olimpici | Los Angeles | 100 m piani | Bronzo    | 12"0        |                 |
| 1932 | Giochi olimpici | Los Angeles | 4 × 100 m   | Oro       | 47"0        | Record mondiale |